# Epicrates cenchria maurus
Epicrates cenchria maurus (poddruh druhu hroznýšovec duhový, Epicrates cenchria) je rozšířen převážně na ostrovech Trinidad, Tobago, Margarita, dále na území Kostariky, Kolumbie a Venezuely. Je to nejsevernější druh hroznýšovců rodu epicrates. Patří do CITES - 2, není však nutná registrace.

## Povaha
Jedná se o mírumilovného hada, velmi rychle si zvyká na lidskou ruku. Brání se jen v případě, že je zrovna nažraný, nebo se cítí ohrožen.

## Potrava
Je to dravec, požírá hlodavce přiměřené velikosti. Nedoporučuje se dávat potkany pro mladé jedince, nejsou obvykle schopní potkana bezpečně usmrtit, ten je může dokonce i poranit. Už ve věku 1 měsíce je schopen pozřít celého potkana nebo malou myš. Starší hadi nepohrdnou ani menšími ptáky. V teráriu obvykle nebývá problém s rozkrmením. Doporučuje se počkat do prvního svleku a poté krmit. Krmit se doporučuje u mláďat jednou za týden, u starších asi za 14 dní.

## Zbarvení
Mláďata Epicrates cenchria maurus jsou velmi pestře zbarvená, zvláště po svleku. Postupem času se pestré zbarvení mění na bronzovou barvu, starší hadi jsou bronzoví a na bocích mají výrazné tečky. E. c. maurus má schopnost barvoměny, ve dne je bronzový, v noci je zbarven pestřeji, podobně jako mláďata.

## Chov
Epicrates cenchria maurus je vhodné chovat ve větším teráriu s větví na šplhání a miskou s vodou. Při nízké vlhkosti má had problémy při svlékání. Doporučuje se rosit minimálně dvakrát v týdnu. Jako podestýlka se může použít směs lignocelu, ale přípustná je jakákoli jiná jako například rašelina, odštěpky. Velikost terária by měla být 100×50×50 (Š×H×V) a větší. Je to jednoduchý had a doporučuje se na chov pro začátečníky.